# Archaeophylax vernalis
Archaeophylax vernalis är en nattsländeart som beskrevs av Arturs Neboiss 1977. Archaeophylax vernalis ingår i släktet Archaeophylax och familjen husmasknattsländor. Inga underarter finns listade i Catalogue of Life.